# Luis Allué
Luis Allué es un historietista español, perteneciente a la tercera generación o generación del 70 de la Escuela Bruguera, a la que aportó series como Caco y Coco (1970) y Mac Fishgon (1972). También publicó en "Mata Ratos".

## Series
| Años | Título      | Publicación                                         |
| ---- | ----------- | --------------------------------------------------- |
| 1970 | Caco y Coco | Mortadelo, Super Pulgarcito, Super Mortadelo (1972) |
| 1972 | Mac Fishgon | Super Mortadelo                                     |